# بیستریتسا، مویکوواس
بیستریتسا (به لاتین: Bistrica) یک منطقهٔ مسکونی در مونته‌نگرو است که در مویکوواس واقع شده‌است. بیستریتسا ۱۰۲ نفر جمعیت دارد.